# El amor es la meta
El amor es la meta (en hangul, 런 온; romanización revisada, Reon on) es una serie de televisión de Corea del Sur protagonizada por Im Si-wan, Shin Se-kyung, Choi Soo-young y Kang Tae-oh. Fue emitida por la cadena JTBC desde el 16 de diciembre de 2020 hasta el 4 de febrero de 2021, y está disponible para su transmisión en todo el mundo a través de Netflix.

## Sinopsis
La serie cuenta la historia de amor de Ki Sun-kyum, un exvelocista que está trabajando para convertirse en agente deportivo, y Oh Mi-joo, traductora de subtítulos.

## Reparto

### Principales
- Im Si-wan como Ki Sun-kyum,[1] es un corredor de corta distancia hijo de Ki Jung-do y Yook Ji-woo, hermano de Ki Eun-bi y pareja de Oh Mi-joo.
- Shin Se-kyung como Oh Mi-joo,[2] es una traductora e intérprete que es pareja de Ki Sun-kyum y es huérfana.
- Choi Soo-young como Seo Dan-ah, es una mujer empoderada y fuerte, agente de Sun-kyum, hija de Seo Myung-pil y media hermana de Seo Myung-min y Seo Tae-woong.
- Kang Tae-oh como Lee Young-hwa, es un estudiante universitario de arte muy bueno dibujando, algo que le gusta a Seo Dan-ah, es alegre simpático y cálido. Era adventista pero se salió de la iglesia.

### Secundarios

#### Familia de Ki Sun-kyum
- Park Yeong-gyu como Ki Jung-do,[3] es un político candidato para presidente, esposo de Yook Ji-woo y padre de Sun-kyum y Ki Eun-bi. Es adventista.
- Cha Hwa-yeon como Yook Ji-woo, es una famosa actriz, esposa de Ki Jung-do y madre de Ki Eun-bi y Ki Sun-kyum.
- Ryu Abel como Ki Eun-bi, es una famosa golfista, hermana mayor de Ki Sun-kyum e hija de Ki Jung-do y Yook Ji-woo.[4]

#### Familia de Seo Dan-ah
- Lee Hwang-eui como Seo Myung-pil.
- Lee Shin-ki como Seo Myung-min.
- Choi Jae-hyun como Seo Tae-woong.

#### Velocistas
- Lee Jung-ha como Kim Woo-shik.[5][6]
- Park Sung-joon como Kwon Young-il.
- Park Sang-won como Park Kyoo-deok.
- Na Ji-hoon como Kim Ki-beom.
- Seo Jin-won como el entrenador.

### Otros
- Lee Bong-ryun como Park Mae-yi.
- Kim Si-eun como Ko Ye-chan.[7]
- Seo Eun-kyung como Dong Kyung.
- Yeon Je-wook como Jung Ji-hyun.
- Seo Jeong-yeon como el entrenador Bang
- Kim Dong-young como Ko Ye-joon.
- Lee Do-yeop como Noh Geun-seong.[8]

### Apariciones especiales
- Bae Yoo-ram como Han Seok-won (ep. 1 y 16);[9]
- Kim Won-hae como el bartender (ep. 8 y 16);
- Kim Seon-ho como Kim Sang-ho (ep. 16).[10]

## Producción
La producción fue interrumpida varias veces debido a la pandemia de COVID-19.

## Índice de audiencia
| Temporada | Temporada | Episodio número | Episodio número | Episodio número | Episodio número | Episodio número | Episodio número | Episodio número | Episodio número | Episodio número | Episodio número | Episodio número | Episodio número | Episodio número | Episodio número | Episodio número | Episodio número |
| Temporada | Temporada | 1               | 2               | 3               | 4               | 5               | 6               | 7               | 8               | 9               | 10              | 11              | 12              | 13              | 14              | 15              | 16              |
| --------- | --------- | --------------- | --------------- | --------------- | --------------- | --------------- | --------------- | --------------- | --------------- | --------------- | --------------- | --------------- | --------------- | --------------- | --------------- | --------------- | --------------- |
|           | 1         | —               | —               | —               | —               | 720             | —               | —               | 868             | 792             | 731             | 725             | 795             | 675             | 718             | 705             | 801             |

| Ep. | Fecha de emisión original | Cuota de audiencia promedio a nivel nacional |
| --- | ------------------------- | -------------------------------------------- |
| 1 | 16 de diciembre de 2020   | 2.145%                                       |
| 2 | 17 de diciembre de 2020   | 2.664%                                       |
| 3 | 23 de diciembre de 2020   | 2.806%                                       |
| 4 | 24 de diciembre de 2020   | 3.025%                                       |
| 5 | 30 de diciembre de 2020   | 2.794%                                       |
| 6 | 31 de diciembre de 2020   | 2.700%                                       |
| 7 | 6 de enero de 2021        | 2.753%                                       |
| 8 | 7 de enero de 2021        | 3.772%                                       |
| 9 | 13 de enero de 2021       | 3.109%                                       |
| 10 | 14 de enero de 2021       | 3.100%                                       |
| 11 | 20 de enero de 2021       | 3.100%                                       |
| 12 | 21 de enero de 2021       | 3.405%                                       |
| 13 | 27 de enero de 2021       | 2.716%                                       |
| 14 | 28 de enero de 2021       | 3.145%                                       |
| 15 | 3 de febrero de 2021      | 3.102%                                       |
| 16 | 4 de febrero de 2021      | 3.623%                                       |
| Promedio | Promedio                  | 2.998%                                       |
| - En la tabla anterior, los números azules representan las calificaciones más bajas y los números rojos representan las calificaciones más altas. - Este drama se transmite en un canal de cable/televisión de pago que normalmente tiene una audiencia relativamente menor en comparación con las emisoras públicas/de televisión en abierto (KBS, SBS, MBC y EBS). - N/A denota que se desconoce la calificación. |                           |                                              |